# Julio Nicolari
Julio César Nicolari (ur. 9 sierpnia 1903 w Canelones, zm. 7 listopada 1977) – urugwajski bokser.
Uczestniczył w Letnich Igrzyskach Olimpijskich, w 1924 roku, przegrał w drugiej rundzie w wadze lekkiej z Arnoldem Tholeyem z Francji.